# مؤسسه مطالعات زیست‌شناسی سالک

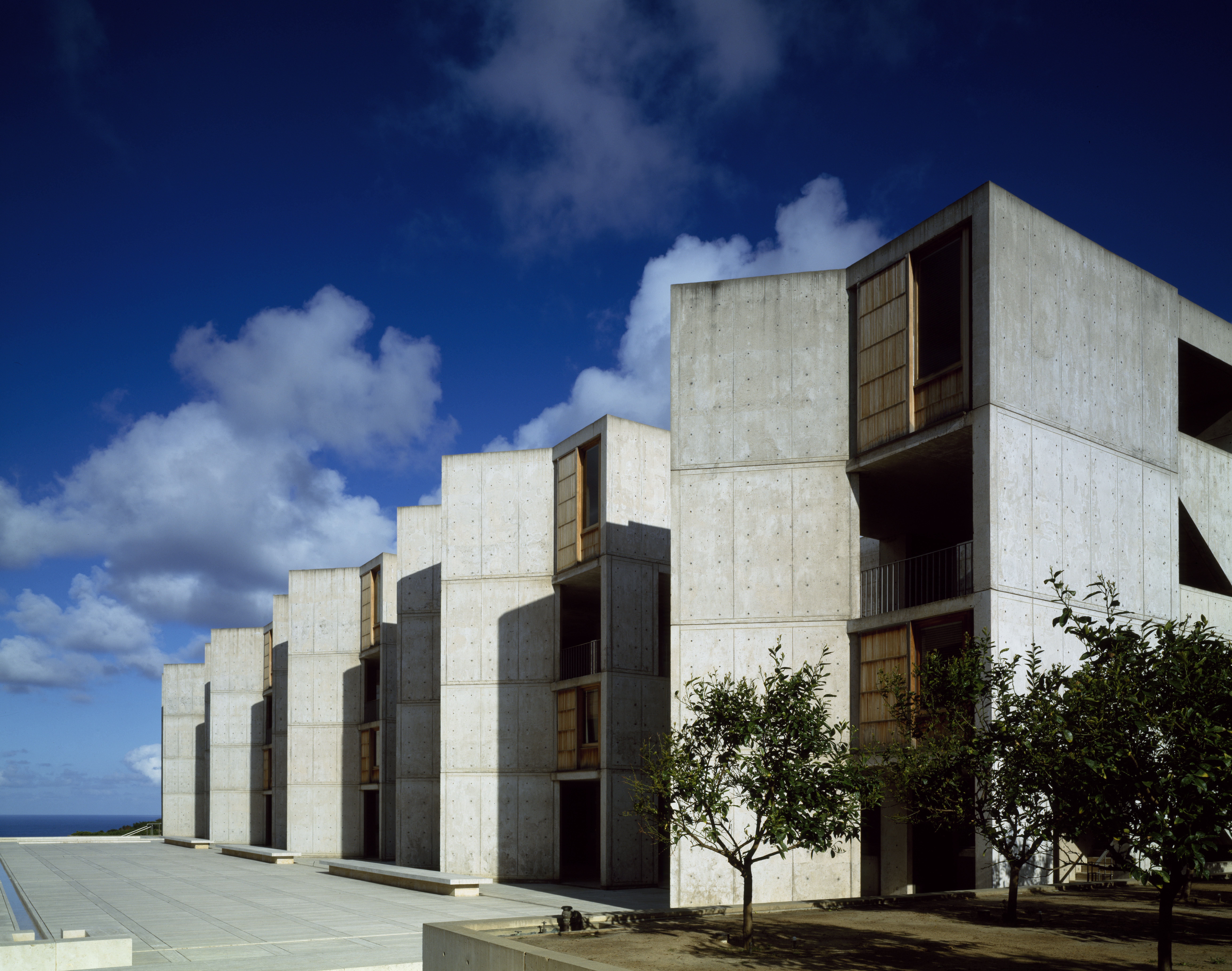
مؤسسه سالک از حیاط داخلی

مؤسسه مطالعات زیست‌شناسی سالک (به انگلیسی: Salk Institute for Biological Studies) یک مؤسسه تحقیقاتی مستقل و غیرانتفاعی است که در لا هویا در سن‌دیگو، کالیفرنیا واقع است. در سال ۱۹۶۰ توسط جوناس سالک، توسعه‌دهنده واکسن فلج اطفال تأسیس شد. در میان مشاوران مؤسس، ژاکوب برونوفسکی و فرانسیس کریک حضور داشتند. ساخت تا بهار ۱۹۶۲ شروع نشد. تعداد ۸۵۰ محقق در ۶۰ گروه تحقیقاتی مؤسسه مطالعات زیست‌شناسی سالک تحقیقات خود را در سه زمینه انجام می‌دهد: زیست شناسی مولکولی و ژنتیک، علوم اعصاب، و زیست‌شناسی گیاهی.
این مؤسسه از نظر خروجی تحقیق و کیفیت در علوم زیستی به‌طور مداوم در بین مؤسسات برتر ایالات متحده قرار دارد. در سال ۲۰۰۴، مکمل آموزش عالی تایمز، سالک را به‌عنوان مؤسسه برتر تحقیقات زیست‌پزشکی در جهان قرار داد، و در سال ۲۰۰۹ توسط ScienceWatch در زمینه علوم عصبی و رفتاری در رتبهٔ اول جهانی قرار گرفت.
ساختمان و محوطه این مؤسسه توسط لوئی کان طراحی شد. سالک به منظور جلب بهترین محققان جهان به دنبال ایجاد یک دانشگاه زیبا بود. سالک و کان - که هر دو زاده والدین یهودی روسی که به ایالات متحده مهاجرت کرده‌اند - بودند، ارتباطی عمیق‌تر شرکای صرف یک پروژه معماری داشتند. ساختمان‌های اصلی مؤسسه سالک در سال ۱۹۹۱ به عنوان یک مکان تاریخی معرفی شدند. کل سایت به مساحت ۲۷ هکتار برای واگذاری فهرست ثبت ملی اماکن تاریخی در سال ۲۰۰۶ توسط کمیسیون منابع تاریخی کالیفرنیا واجد شرایط شناخته شد.

## کتابشناسی - فهرست کتب
- Wiseman, Carter. Louis I. Kahn: Beyond Time and Style. New York: W. W. Norton & Company, 2007, شابک ‎۹۷۸−۰۳۹۳۷۳۱۶۵۱